# Храм Цезаря

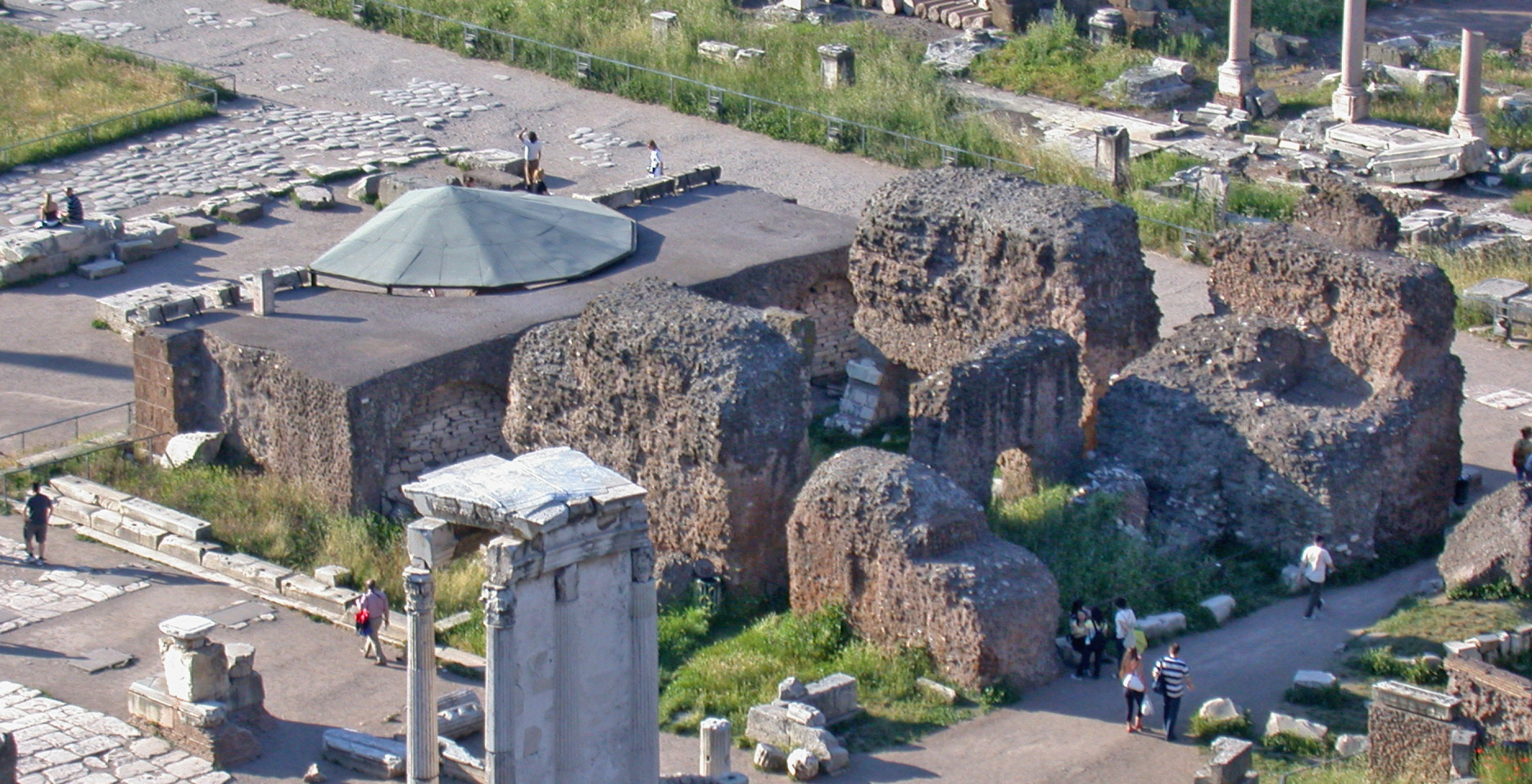
Храм Цезаря (вид з Палатину

Храм Цезаря (храм Божественного Цезаря) (лат. Aedes Divus Iulii або Templum Divus Iulii) — храм присвячений богу, яким був оголошений римським сенатом Гай Юлій Цезар. Храм розташований у римському форумі, між Регією, храмом Діоскурів і базилікою Емілія. 

## Будівництво й історія храму
Будівництво було розпочато у 42 році до н. е. Октавіаном Августом. Освячення храму відбулося 18 серпня 29 р. до н. е. Це було перше в історії обожнювання правителя Риму. Статую Юлія прикрасили зіркою з нагоди появи комети Цезаря після убивства диктатора. Пліній у своїй «Природничій історії» стверджував, що цей храм був єдиним у світі, де шанували комету.
Будівля була сильно пошкоджена протягом століть. Збереглися тільки подіум, і фрагменти архітектурних прикрас. Півколом перед храмом стояв жертовник, на якому провели кремацію Цезаря.

## Галерея

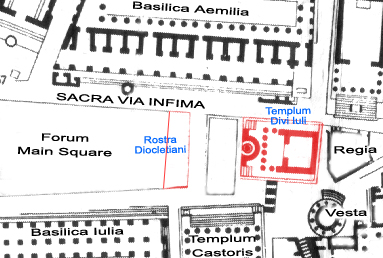
Місцезнаходження
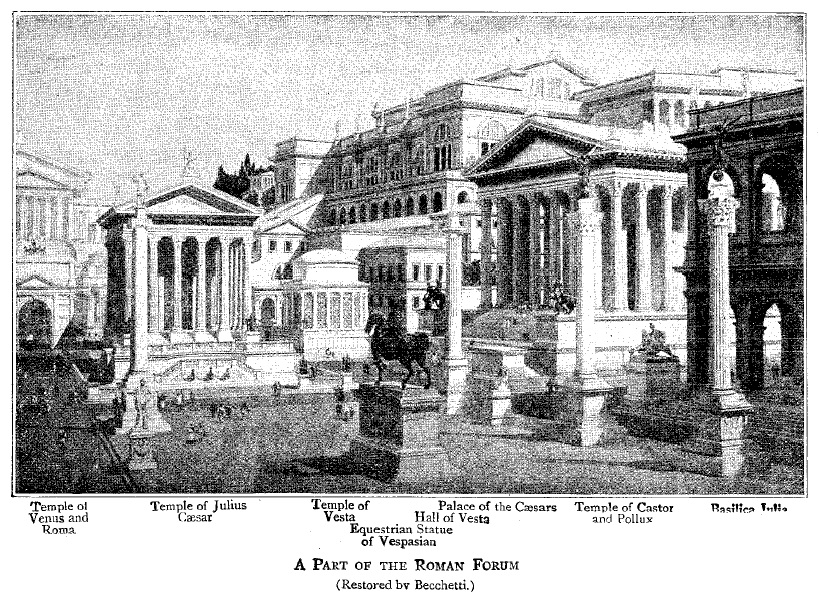
Реконструкція
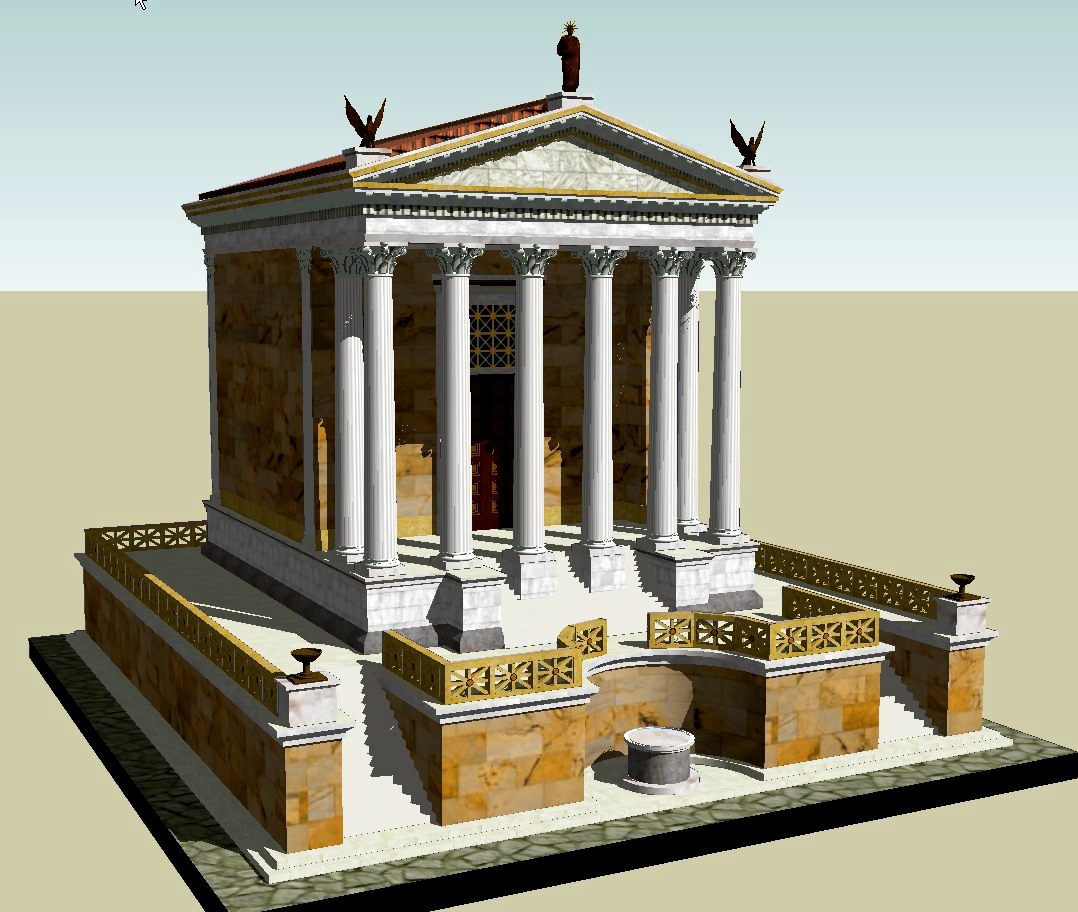
Реконструкція
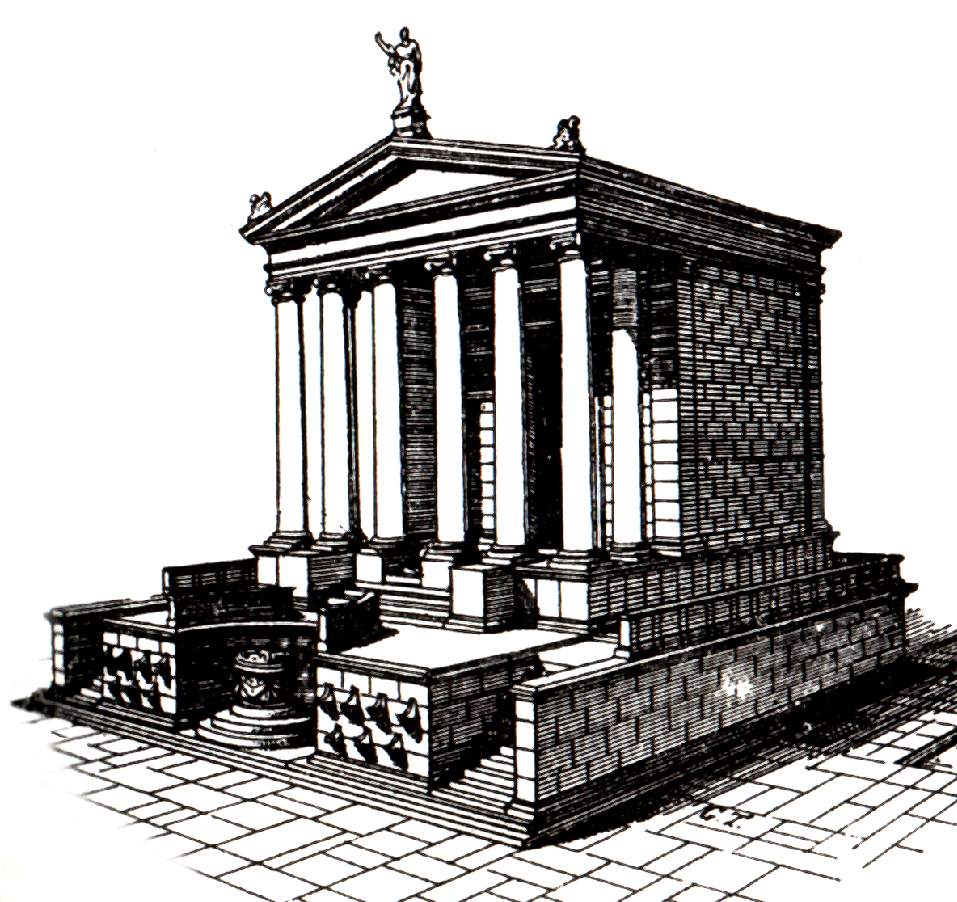
Реконструкція
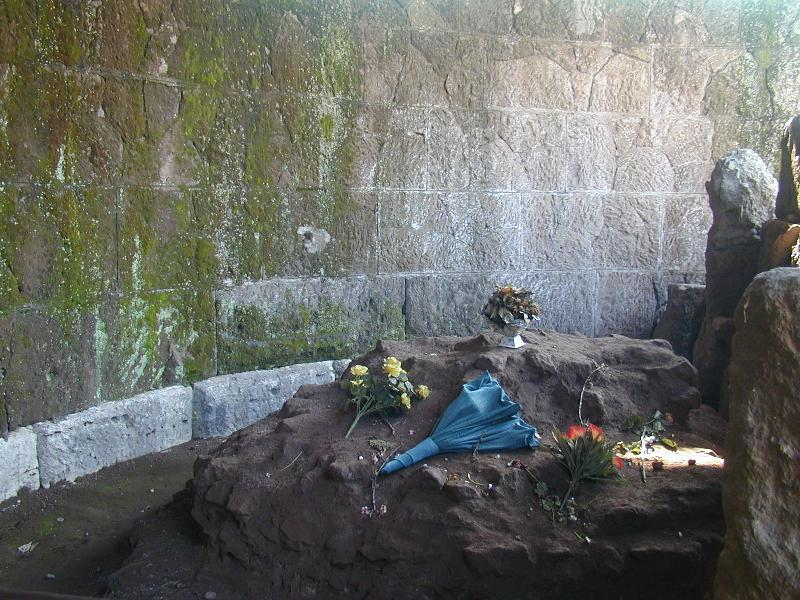
Вівтар у Храмі Цезаря
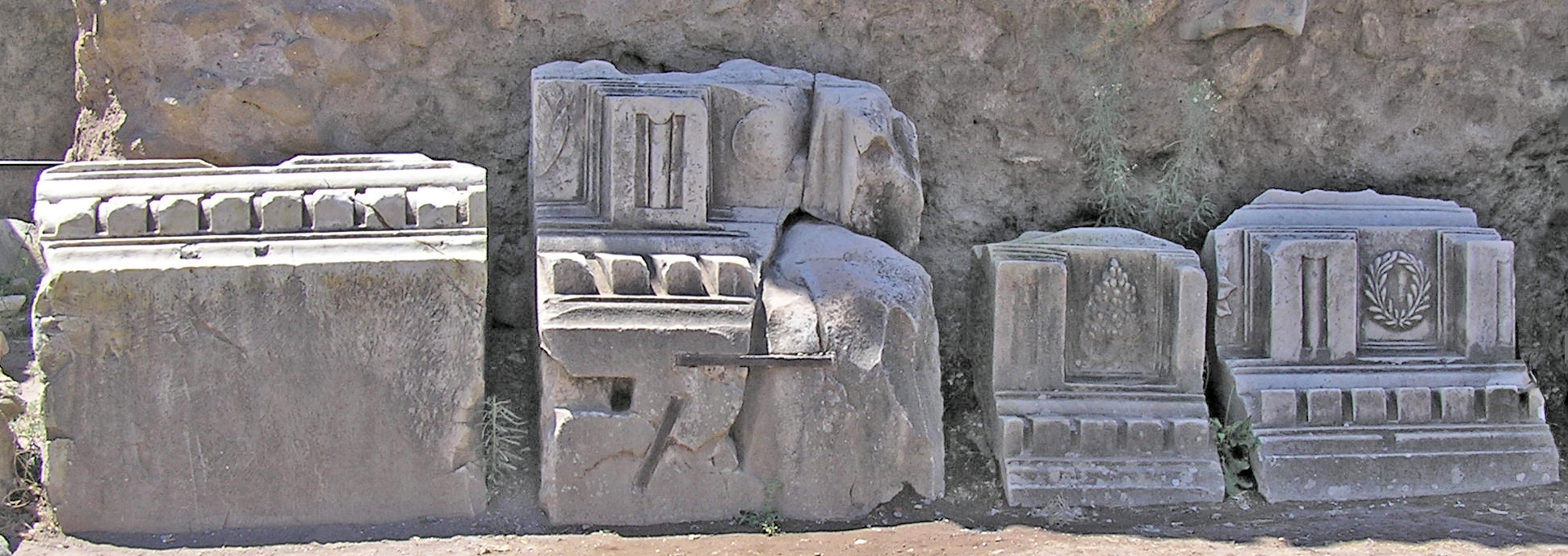
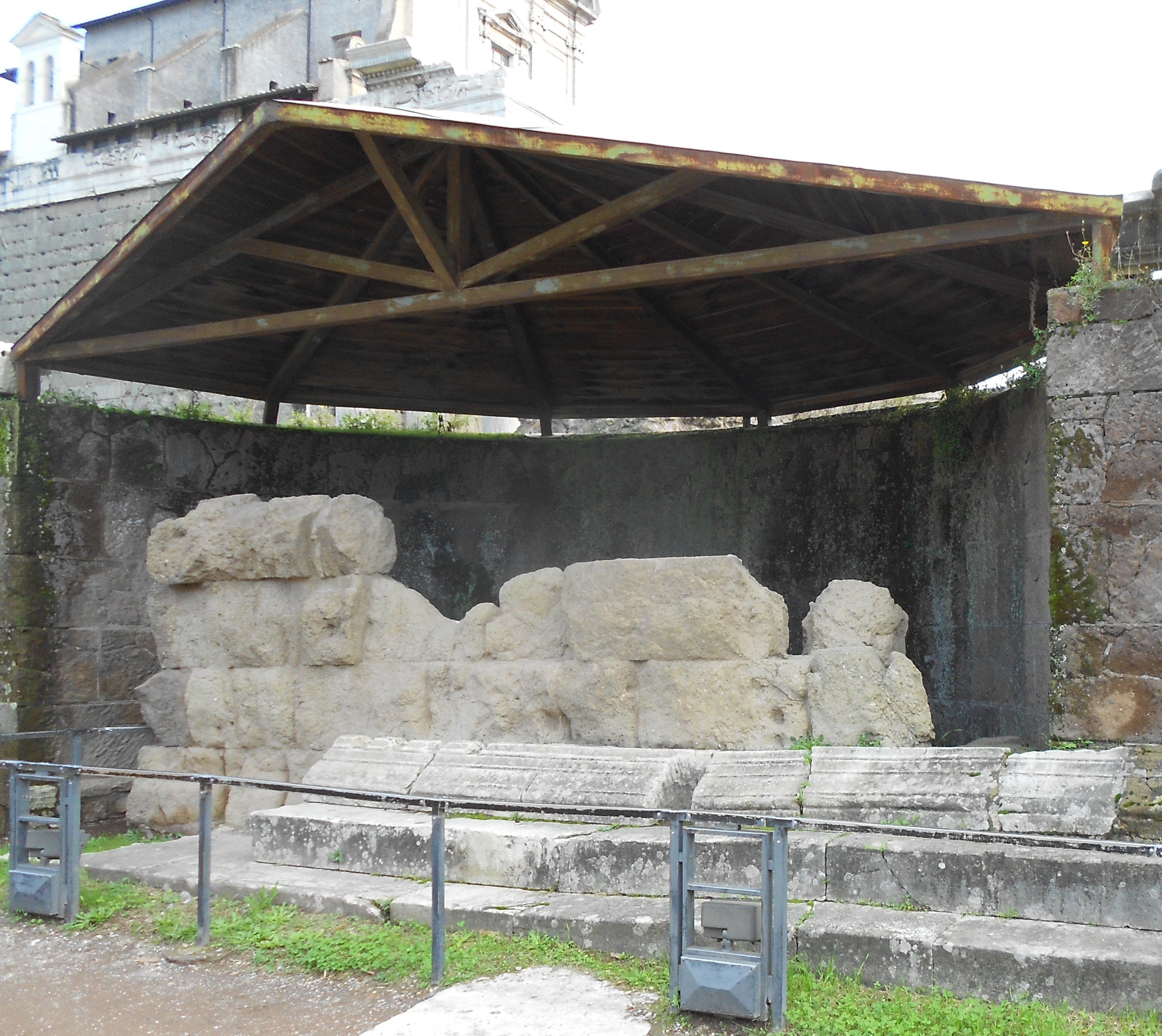
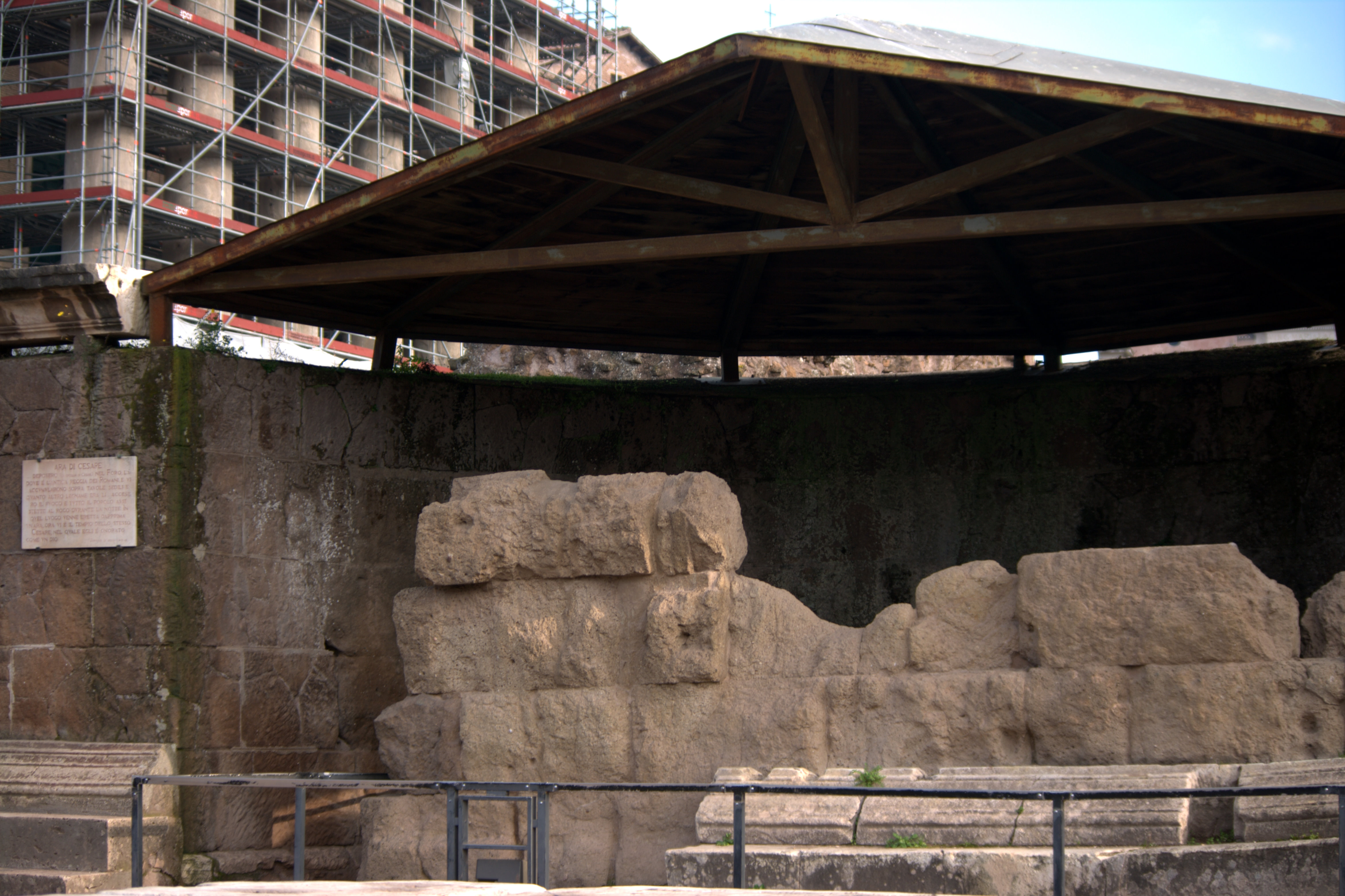
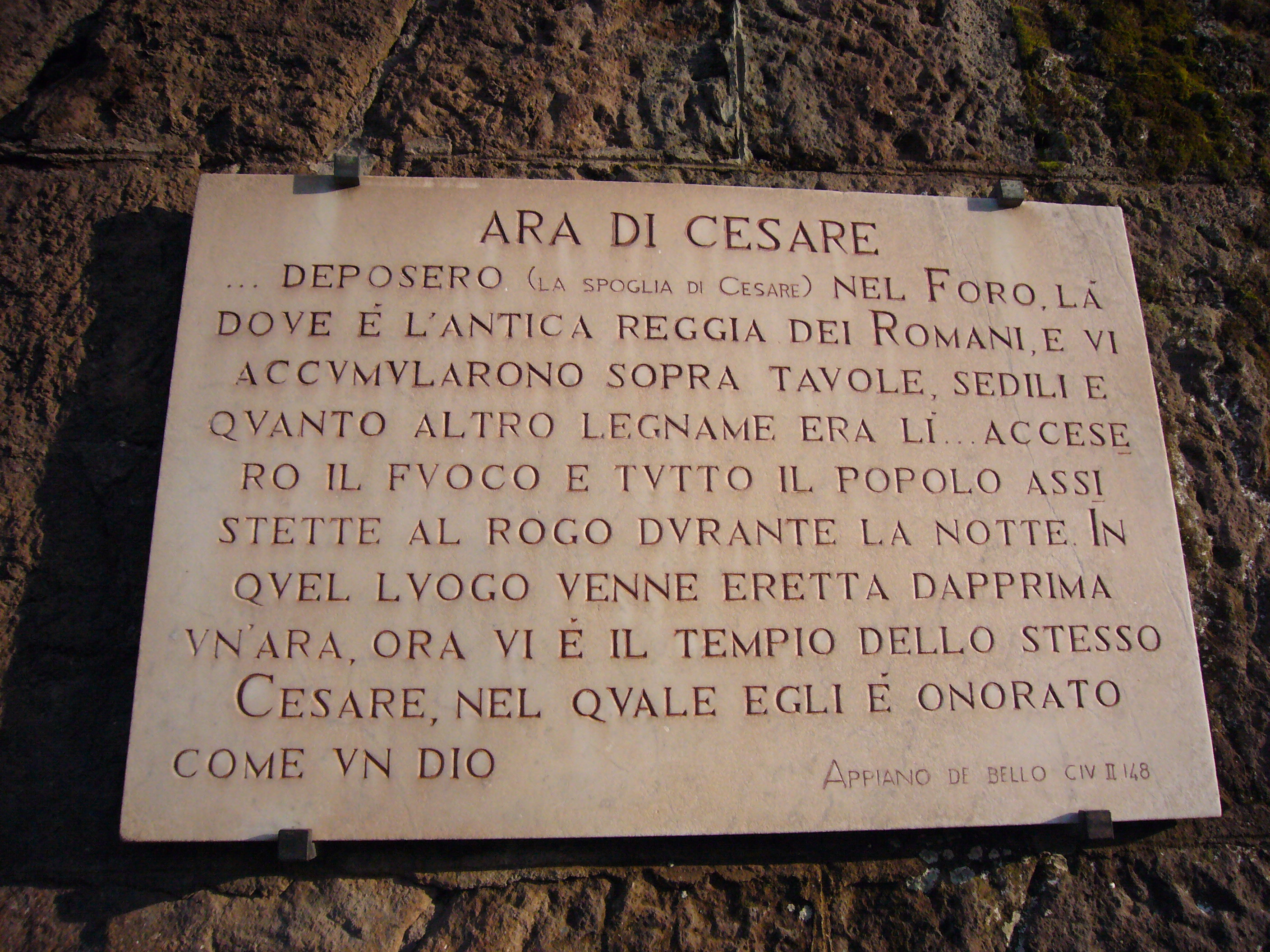
Пам'ятна дошка
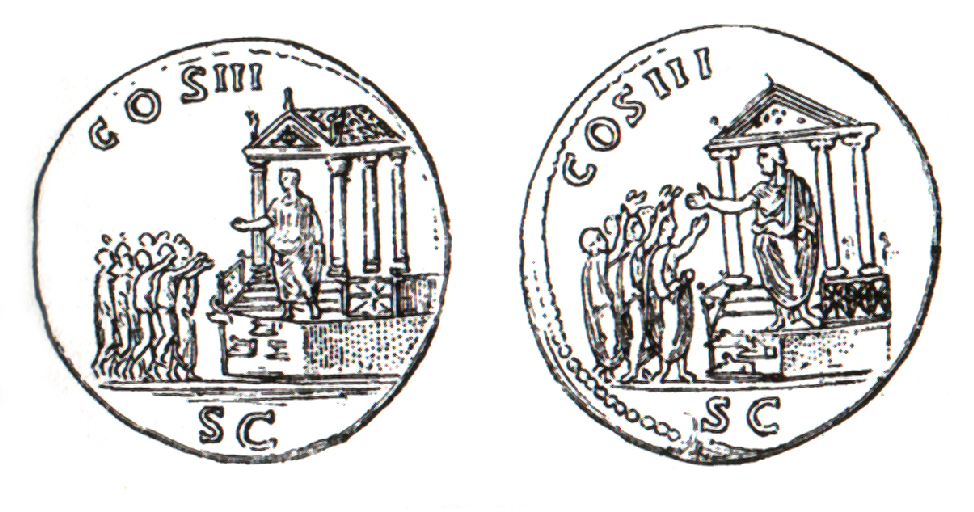
На монеті Адріана
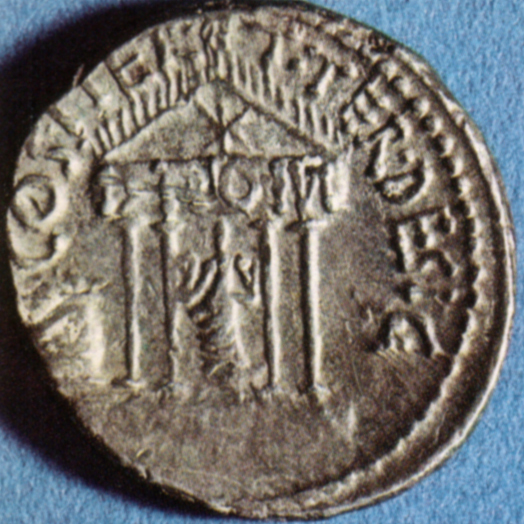
Денарій Октавіана із зображенням комети Цезаря